# Стратен Володимир Васильович
Володомир Васильевич Стратен (1890—1932) 

## Життєпис та науковий доробок
Народився 14.11.1890 у Бендерах Бессарабської губ. у родині службовця Ізмаїльського порту. 
Закінчив історико-філологічний факультет Імператорського Новоросійського університету. Довгий час працював науковим співробітником одеського губернського (окружного) архівного управління і брав участь у підготовці 1925 публікацій та коментуванні матеріалів ювілейного видання Укрцентрархіву «Рух декабристів на Україні». 
1921-1923 – асистент ОІНО. З початку заснування 1922 постійний член Комісії по історії жовтневої революції та комуністичної партії (Істпарт), де підготував низку праць: «Соціально-демократичний рух в Одесі 1897–1898 рр.», «Преса і Одеські революційні події 1905 р.» і «Про легальну пресу». Був членом соціально-історичної секції ОКК при ВУАН, на засіданнях якої виступав з доповідями та брав участь в обговоренні виступів колег. 
10.03.1924 використовуючи архів колишнього цензурного комітету подав розвідку «Одеська преса та революційні події 1905 р.». У цій праці дав огляд Одеської преси за часи революції 1905 та підкреслив як ці події висвітлювались на її сторінках в залежності від ідеологічної заангажованості кожного видання. Від 1924 працював в Одеській публічній бібліотеки, де протягом восьми років займав посади консультанта, завідувача довідково-бібліографічного бюро, виконувача обов’язків директора (1929). Під час роботи у бібліотеці один з головних виконавців бібліографічних робіт. 
1926 створив унікальний предметний каталог, який на теренах СРСР відзначався як найкращий, а над його розвитком протягом 1960–1980-х плідно працювала А. Ю. Ткач. На початку 1930-х виступив ініціатором підготовки «Бібліографії революційного руху в Одесі (1820–1920)». Для цього видання він проробив перші розділи, до часу зародження РСДРП. Коли ще друкування цієї роботи не було закінчено, після тяжкої хвороби чахоткою, 
9 грудня 1932 помер.

## Праці
- Н. М. Рожалин, идеалист 20-х годов ХІХ в. // Ученые записки Высшей школы г. Одессы. – Т. 2. – 1922; * Николаевский Южно-Русский Союз (1897 г.) // Пролетарская революция. – № 9. – 1922;
- К истории рабочего движения на юге России // Пролетарская революция. – № 9. – 1922;
- Обзор одесских архивов // Вісник ОКК при ВУАН. – Ч. 1. – 1924;
- «Южно-Русский Рабочий Союз» в Одессе (социал-демократическое движение в Одессе до 1896 года) // ЛР. – № 2. – 1924;
- Д. В. Веневитинов и «Московский вестник» // Известия отделения русского языка и словесности Российской АН. – Т. XXIX. – Л., 1924;
- Указатель трудов, основанных на Одесских архивных материалах // Вісник ОКК при ВУАН. – Ч. 2–3. – 1925;
- Об исчезнувшем пушкинском деле // А. С. Пушкин: Статьи и материалы. – Вып. І. – Одесса, 1925;
- Одесский список оды «Вольность» // А. С. Пушкин. Статьи и материалы. – Вып. ІІ. – Одесса, 1926;
- До матеріалів про декабристів (На підставі даних Одеського Історичного Архіву) // Рух декабристів на Україні. Ювілейне видання Укрцентрархіву. – Х., 1926 (у співав.);
- Творчество городской улицы // Художественный фольклор. – Т. II–III. – М., 1927;
- Комплексная тема «Наш город». – Л., 1927; Архів секретної частини фонду Новоросійського та Бессарабського генерал-губернатора 1822–1873 рр.: Доп. 14 жовтня 1926 р. // Вісник ОКК при ВУАН. – Ч. 4–5. – 1929;
- Матеріали до бібліографії революційного руху в Одесі / В. В. Стратен та ін. – Вип. 2. – Одеса, 1929;
- Д. В. Веневитинов – критик Пушкина // Пушкин и его современники: Материалы и исследования. – Т. XXXVIII–ХХХІХ. – Л., 1930;
- Бібліографія революційного руху в Одесі (1820–1920) / Упорядники: В. В. Стратен та ін. – Одеса, 1933.